# Ravnaja
Ravnaja (Servisch cyrillisch Равнаја) is een plaats in de Servische gemeente Krupanj. De plaats telt 323 inwoners (2002).